# Hochrhönring

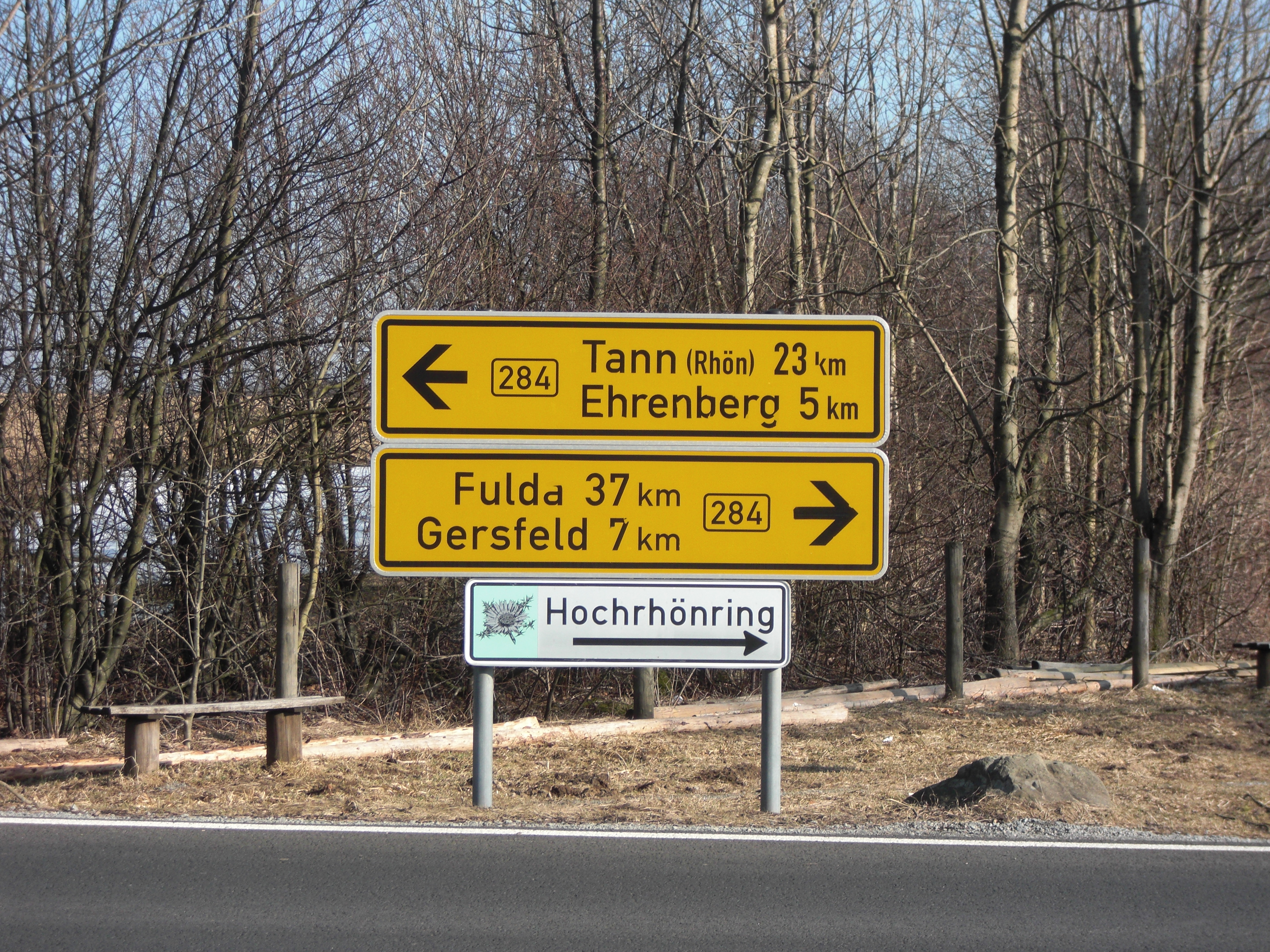
Hinweisschild

Der Hochrhönring (auch Hochrhön-Ring) ist eine 42 Kilometer lange Ferienstraße in der hessischen Rhön.
Die 1970 eröffnete Strecke führt ringförmig etwas östlich von Gersfeld vorbei am Feldberg (815 m), an der Wasserkuppe (950 m), Abtsroda, Dietges, Milseburg (835 m), Kleinsassen, Wolferts, Poppenhausen und Gackenhof zurück nach Gersfeld.
Ausgeschildert war die Straße ursprünglich durch Hinweisschilder mit schwarzer Schrift Hochrhönring auf weißem Grund, meist zusätzlich mit einer Distel auf dunkelgrünem Grund (der allerdings öfter etwas verblasst ist). Neuere Schilder entsprechen den Vorgaben für touristische Angaben mit weißer Schrift auf braunem Grund.
Die Strecke ist bei Motorradfahrern beliebt und wird vereinzelt „Die Route 66 der Rhön“ genannt.